# Florida, Cuba
Florida là một thành phố ở tỉnh Camagüey của Cuba. Đô thị này nằm 40 km (25 mi) về phía tây bắc của Camagüey, dọc theo xa lộ Carretera Central. Thành phố được lập năm 1907, và đô thị được lập năm 1924.

## Dân số
Năm 2004, đô thị Florida có dân số 73.612 người. với diện tích 1.800 km² (695 mi²), và mật độ dân số 1.761người/km² (4.561người/sq mi).
The municipality is divided into the barrios of Magarabomba and San Jerónimo.